# Laura Jean
Laura Jean Englert (Sydney, ...) è una cantautrice e musicista australiana.

## Biografia
Dopo aver ricevuto l'acclamo dalla critica con il suo album di debutto Our Swan Song, nell'agosto 2008 si è esibita al Broad Festival con Deborah Conway, Elana Stone, Liz Stringer e Dianna Corcoran. Nel 2014 è uscito il suo terzo disco eponimo, che è stato selezionato all'Australian Music Prize. È stato seguito da Devotion quattro anni più tardi: anch'esso è stato candidato all'Australian Music Prize e ha regalato alla cantante tre candidature agli AIR Music Awards.

## Discografia

### Album in studio
- 2006 – Our Swan Song
- 2008 – Eden Land
- 2011 – A Fool Who'll
- 2014 – Laura Jean
- 2018 – Devotion
- 2022 – Amateurs

### Extended play
- 2003 – The Hunter's Ode
- 2005 – I'm a Rabbit, I'm a Fox